# Amsterdam (utwór)
Amsterdam (często spotyka się również tytuły Port Amsterdam lub Jest port wielki jak świat) – popularna pieśń, której autorem i pierwszym wykonawcą był belgijski bard Jacques Brel. Linia melodyczna pochodzi z pochodzącej z przełomu XVI i XVII stuleci angielskiej ludowej pieśni Greensleeves, której autorstwo często acz mylnie przypisywano królowi Henrykowi VIII.
W późniejszym okresie wykonywali ją również David Bowie, który nagrał własną wersję tego utworu pt „Amsterdam” w 1970. Wersja Bowiego znalazła się na singlu „Sorrow” nagranego w 1973 roku. Innymi wykonawcami byli: John Cale, John Denver, Scott Walker oraz zespoły The Dresden Dolls oraz Acda en De Munnik. Polski tekst utworu napisał Wojciech Młynarski. Polską wersję piosenki wykonywał m.in. Piotr Zadrożny, do swojego repertuaru włączyła ją również Katarzyna Groniec oraz Roman Roczeń.

## Treść
Nostalgiczna pieśń jest hołdem składanym jednemu z największych miast portowych na świecie, portowi wielkiemu jak świat – Amsterdamowi. Podmiot w poetycki sposób opisuje życie w mieście: od stuleci rodzą się tam nowi marynarze, od stuleci ludzie morza zwożą tam tony najróżniejszych ładunków. Po pracy wszyscy spotykają się w amsterdamskich lokalach, spędzając czas na jedzeniu i piciu. Wolny czas upływa im również na śpiewie, tańcu z tamtejszymi dziewczętami i, niejednokrotnie, bójkach. Po rozpustnej zabawie jednak trzeba wracać do pracy, znów wypływając w szerokie morze.